# Skarø
Skarø là 1 đảo nhỏ của Đan Mạch, nằm ở phía nam đảo Fyn. Skarø có diện tích là  1,97 km² và có 36 cư dân. Hàng năm vào mùa hè, có một số du khách tới đảo dự trại bia (cắm trại uống bia) được tổ chức từ năm 1974.
Về hành chính, Skarø trực thuộc thị xã Svendborg và Vùng Nam Đan Mạch.
Về giao thông, có tuyến tàu phà từ Svendborg và đảo Drejø tới Skarø (mất chừng 30 phút)